# 多布羅泰什蒂鄉 (多爾日縣)
43°57′10″N 24°07′16″E / 43.9528°N 24.1212°E
多布羅泰什蒂鄉（羅馬尼亞語：Comuna Dobrotești, Dolj），是羅馬尼亞的鄉份，位於該國西南部，由多爾日縣負責管轄，處於布加勒斯特以西170公里，每年平均降雨量882毫米，海拔高度116米，2007年人口1,962。